# Gieysztoria ornata
Gieysztoria ornata är en plattmaskart som först beskrevs av Nils von Hofsten 1907.
Gieysztoria ornata ingår i släktet Gieysztoria och familjen Dalyelliidae. Arten är reproducerande i Sverige.